# Кинси
Кинзи је амерички биографски драмски филм из 2004. који је написао и режирао Бил Кондон. Описује живот Алфреда Чарлса Кинзија (којег глуми Лијам Нисон), пионира у области сексологије. Његова публикација из 1948. Сексуално понашање код мушкарца (први од Кинзеијевих извештаја) била је једно од првих забележених радова које је покушало да се научно позабави и истражује сексуално понашање код људи. У филму такође играју Лора Лини (номинованој за Оскара за најбољу споредну глумицу), Крис О’Донел, Питер Сарсгард, Тимоти Хатон, Џон Литгоу, Тим Кари и Оливер Плат.

## Опис филма
Професор Алфред Кинзи је интервјуисан о својој сексуалној историји. Интервјуом су прошарани флешбекови из његовог детињства и младости. Младе дечје године показују да његов отац, лаик методистичке цркве, осуђује модерне изуме као доводе до сексуалног греха, затим у раној адолесценцији, понижава Кинзија у продавници осуђујући њеног чувара да му показује цигарете, док његова адолесценција показује своја искуства као извиђач и касна тинејџерска сцена приказује Кинзија како разочарава оца својим изабраним професионалним намерама. Одрастао Кинзи предаје на Универзитету Индијана као професор биологије и предаје о жучним осама.
Кинзи се заљубљује у ученицу из свог разреда, коју зове Мек, и ожени је њом. Конзумација њиховог брака је у почетку тешка, због медицинског проблема који Мац има и који се лако решава мањом операцијом. На универзитету, професор Кинзи, којег његови дипломирани студенти од миља зову "Прок", састаје се с њима након радног времена како би им понудио индивидуалне сексуалне савете.
На забави поводом књиге поводом Кинзијеве најновије публикације о жучним осама, Кинзи се обраћа декану студената о курсу сексуалног образовања отвореног форума за разлику од анти-сексуалне пропаганде која се предаје на часу општег здравственог образовања. Одобрено је, али на основу тога што је отворено само за наставнике, дипломце или студенте виших година и ожењене студенте. Кинзи почиње да предаје курс секса у препуној сали.
Кинзи наставља да одговара на питања ученика на личним састанцима, али његови одговори су озбиљно ограничени недостатком научних података о људском сексуалном понашању. Ово наводи Кинзија да на часу сексуалног образовања дели упитнике из којих сазнаје за огроман диспаритет између онога што је друштво претпостављало да људи раде и онога што је њихова стварна пракса. Након што је обезбедио финансијску подршку од Рокфелер фондације, Кинзи и његови истраживачи асистенти, укључујући његовог најближег асистента, Клајда Мартина, путују земљом, интервјуишући субјекте о њиховој сексуалној историји.
Како време напредује, Кинзи схвата да је сексуалност унутар људи, укључујући и њега самог, много разноврснија него што се првобитно мислило. Опсег изражавања који он ствара постаје познат као Кинзијева скала, која рангира укупну сексуалност од потпуно хетеросексуалне до потпуно хомосексуалне .
Прва сексолошка књига коју Кинзи објављује, а говори о сексуалним навикама мушкарца, је велики успех и бестселер. Кинзи своје истраживање окреће женама и наилази на више контроверзи. Са објављивањем књиге о женском сексуалном понашању, подршка његовом раду опада у време када лов на вештице сенатора Џозефа Макартија против комуниста и хомосексуалаца (потоњи познат као страх од лаванде) наводи Рокфелерову фондацију да повуче своју финансијску подршку, плашећи се да ће бити означен као „комунистички“ јер подржава субверзију традиционалних америчких вредности.
Кинзи сматра да је изневерио све који су икада били жртва сексуалног незнања. Царинику се дојављују да је увезао неке од Кинзијевих истраживачких материјала, што само погоршава финансијске тешкоће Кинзијеве истраживачке организације. Кинзи пати од срчаног удара и откривено је да је развио зависност од барбитурата . Састанак са другим филантропима не успева да прикупи потребну подршку. Ипак, Кинзи наставља да хвата сексуалне историје.
Враћајући се на почетни интервју, Кинзи је упитан о љубави и да ли ће икада спровести истраживање о њој. Он одговара да је љубав немогуће измерити и квантификовати, али да је важна. Кинзи и Мек стану поред пута у шетњу природом. Она напомиње дрво које је ту хиљаду година. Кинзи одговара да изгледа да дрво показује снажну љубав у начину на који његово корење хвата земљу. Њих двоје заједно одлазе, а Кинзи је приметила да „има пуно посла“.

## Глумци
- Лијам Нисон као Алфред Кинзи
  - Беџамин Вокер као 19-годишњи Алфред
  - Метју Фејхи као 14-годишњи Алфред
  - Вил Дентон као 10-годишњи Алфред
- Лора Лини као Клара Мекмилен
- Питер Сарсгард као Клајд Мартин
- Крис О’Донел као Вордел Померој
- Тимоти Хатон као Паул Гебхард
- Дилан Бејкер као Алан Грег
- Оливер Плет као Херман Велс
- Вилијам Садлер као Кенет Браун
- Џон Литгоу као Алфред Сегуин Кинси
- Лин Редгрејв као последњи предмет проучавања
- Џон Красински као Бен
- Вероника Картрајт као Сара Кинси
- Џулијен Николсон као Елис Мартин
- Дејвид Харбор као Роберт Кинси

## Продукција
Продуцентка Гејл Мутрукс предала је Билу Кондону биографију Кинзија 1999. године како би изазвала његово интересовање за писање сценарија. Кондон је затим засновао свој оригинални сценарио на елементима из биографије у комбинацији са сопственим оригиналним истраживањем о Кинзију. 
Ијан Макелен је у једном тренутку био у преговорима за споредну улогу. 

## Издање
Кинзи је био први филм коме је дозвољено да прикаже људске гениталије без цензуре у Јапану, познатом по строгој политици цензуре у вези са гениталијама. 

## Пријем
Веб локација за прикупљање рецензија Rotten Tomatoes известила је да је 90% критичара дало филму позитивну рецензију на основу 196 рецензија, са просечном оценом 7,66/10. Консензус критичара сајта гласи: „Биографски филм о истраживачу секса је поздрављен као авантуристички, паметан и субверзиван, са финим представама Лијама Нисона и Лоре Лини.  На Метакритик-у, филм има просечну оцену од 79 од 100 на основу 40 критичара, што указује на „генерално повољне критике“.  Роџер Иберт дао је Кинзију четири од четири звездице и поздравио га као „фасцинантну биографију” чија снага лежи у „јасноћи коју доноси њеном насловном лику... потпуни оригинал, особа од интелигенције и крајности“, као и како „хвата своје време, и политичку и моралну климу страха и репресије“. Иберт је упоредио Нисонову изведбу са глумом Расела Кроуа у биографском филму Блистави ум из 2001. 
Филм је зарадио 10.254.979 долара у земљи и 16.918.723 долара широм света са буџетом од 11 милиона долара. 

### Топ десет листа
Кинзи је био на листи десет најбољих критичара за 2004. 